# Estación de Courfaivre
La estación de Courfaivre es una estación ferroviaria de la comuna suiza de Courfaivre, en el Cantón del Jura.

## Historia y situación
La estación de Courfaivre fue inaugurada en el año 1876 con la puesta en servicio del tramo Delémont - Glovelier de la línea Delémont - Delle - Belfort por parte de  laCompagnie du Jura bernois (JB). En 1884 JB se fusionó con Bern-Luzern-Bahn, formando Jura-Bern-Luzern-Bahn (JBL). En 1890 Jura-Bern-Luzern-Bahn (JBL) se fusionó con la Compagnie de la Suisse Occidentale et du Simplon (SOS), y la nueva compañía sería Jura-Simplon-Bahn (JS). En 1903 JS pasaría a ser absorbida por los SBB-CFF-FFS.
Se encuentra ubicada en el borde noreste del núcleo urbano de Courfaivre. Cuenta con un andén central al que acceden dos vías pasantes.
En términos ferroviarios, la estación se sitúa en la línea Delémont - Delle. Sus dependencias ferroviarias colaterales son la estación de Courtételle hacia Delémont y la estación de Bassecourt en dirección Delle.

## Servicios ferroviarios
Los servicios ferroviarios de esta estación están prestados por SBB-CFF-FFS:

### S-Bahn Basilea
Desde la estación de Courfaivre se puede ir a Basilea y Olten mediante una línea de la red Regio S-Bahn Basilea operada por SBB-CFF-FFS:
- S 3 Porrentruy – Delémont – Laufen – Basel Dreispitz – Basel SBB – Liestal – Sissach – Olten  (algunos refuerzos durante las horas pico entre Delémont (respectivamente Laufen y Aesch) y Basel sin designación de línea)